# Osterøybroen
60°25′33″N 005°32′10″Ø / 60.42583°N 5.53611°Ø
Osterøybroen  forbinder Kvisti på øen Osterøy i Osterøy kommune med fastlandet ved Herland øst for Bergen i Vestland fylke i Norge.
Osterøybroen er en hængebro og har et hovedspænd 595 meter og samlet længde 1065 meter, mens tårnene er 121,5 meter høje. Gennemsejlingshøjden er 53 meter, og broen har til sammen 8 spænd. Broen stod færdig 3. oktober 1997 og kostede ca. 308 mill kr. Broen er den tredjestørste hængebro i Norge. Den er en del af riksvei 566.
Åbningen skeete 28 år efter at de første planer om en færgefri fastlandsforbindelse mellem Osterøy og Bergen blev fremlagt. Den blev åbnet for trafik af statsråd Sissel Rønbeck.
Et særpræg med Osterøybroen i den første tid efter åbningen var at den gyngede, og broen opskræmte både lokalbefolkning, vejmyndigheder og lokalpolitikere i Bergen. Broens vedvarende og kraftige gyngen blev et problem som gik landet rundt og også har vakt opsigt udenfor landets grænser.
Broen er bygget til at tåle vind op til stærk storm. Broen gyngede mest da vinden var omkring 10 m/s (svag brise).
Efter en tid blev der derfor opsat spoilere på undersiden af vejbanen på broen, hvilket afhjalp problemet. Samme løsning blev siden også valgt på «Trekantsambandet» hvor broerne også gyngede i vinden.

## Trafikudvikling
Trafikken over Osterøybroen er øget mere end den generelle trafikøgning i samfundet. Årsdøgntrafiken (ÅDT) var i 2005 på 2.187 køretøjer mod 1.627 i år 2000. Efter at «Hannisdalslinjen» (tilførselsvej) blev åbnet, har der været en jævn øgning i trafikken over broen. Døgntrafikken før broåbningen i 1997 var på 1.050 biler over færgeforbindelsen Valestrandsfossen-Breistein og 560 biler over forbindelsen Haus-Garnes.

### ÅDT
2000: 1.627

2005: 2.187

2009: 2.618

2010: 2.683

2011: 2.824